# Francisco Laso
José Francisco Domingo Laso de la Vega y de los Ríos, conocido como Francisco Laso (Tacna, 10 de mayo de 1823 - San Mateo, 14 de mayo de 1869), fue un pintor peruano del siglo XIX, precursor del indigenismo peruano. Destacó como retratista.

## Biografía
Nació en el pueblo de Aquia, Tacna, el 8 de mayo de 1823. Nacido en el seno de una familia de la aristocracia colonial, sus padres fueron el prócer arequipeño Benito Laso de la Vega y Quijano y la dama puneña Juana Manuela de los Ríos y Tamayo de Mendoza, hermana del marqués de Villahermosa de San José. En 1830, cuando tenía siete años, su madre falleció en Copacabana por lo que su familia se trasladó a Arequipa, en donde su padre volvió a casarse al año siguiente con Petronila García Calderón, tía del jurista Francisco García Calderón.
Pasó su infancia en Arequipa. Más adelante se traslada a Lima a estudiar derecho, pero lo abandona al poco tiempo. Se inscribe en la Academia de Dibujo y Pintura que dirigía el pintor ecuatoriano Javier Córtez, donde conoce al pintor peruano Ignacio Merino, quien lo anima a perfeccionarse en Europa. 
Laso viaja a París en 1843, donde practica en el taller del pintor suizo Charles Gleyre, de quien también aprenden Monet, Renoir, Sisley, entre otros. En 1847 se traslada a Italia; en Venecia aprecia las pinturas del Veronés y otros maestros de la escuela veneciana. Visita también Florencia y Roma.
En 1849 retorna a Lima luego de seis años de trabajo, donde abre un estudio. Visita también varios lugares de la costa y la sierra peruana, pintando notables obras influenciado por la vida y costumbres de la región.
Hace un segundo viaje a Europa en 1851, esta vez gracias a una beca otorgada por el entonces gobierno de José Rufino Echenique, volviendo al taller de Gleyre. Difunde los temas indigenistas en esta etapa.
Regresa nuevamente al Perú en 1855. Al año siguiente se instala en Arequipa. A pedido del obispo José Sebastián de Goyeneche y Barreda pinta varios cuadros de carácter religioso. Se dedica también al retrato. 
Se casa con Manuela Enríquez, y hace un tercer viaje a Europa en 1863. Al retornar, en 1866, participa en el Combate del 2 de mayo. Fue elegido miembro del Congreso Constituyente de 1867 por la provincia de Lima durante el gobierno de Mariano Ignacio Prado. Este congreso expidió la Constitución Política de 1867, la octava que rigió en el país, y que sólo tuvo una vigencia de cinco meses desde agosto de 1867 a enero de 1868.  Fue objeto de anónimas censuras por haber usufructuado de la pensión que le permitió completar su formación en Europa, y para acallar tal crítica obsequió al Estado tres cuadros (Santa Rosa de Lima, La justicia y El cantollano).
En 1868, al estallar una terrible epidemia de fiebre amarilla en Lima, colabora intensamente con la Cruz Roja en la campaña destinada a erradicar dicha enfermedad. Por su delicada constitución física contrae la enfermedad y es llevado a la sierra para atender su curación, pero lamentablemente solo llega hasta el pueblo de San Mateo, donde fallece. Tenía apenas 46 años de edad. Fue enterrado en el Cementerio Presbítero Maestro de Lima.

## Obras

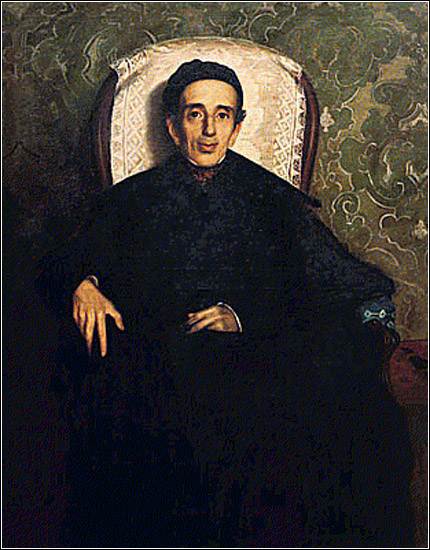
Retrato de Felipe Pardo y Aliaga - Museo de Osma, Lima

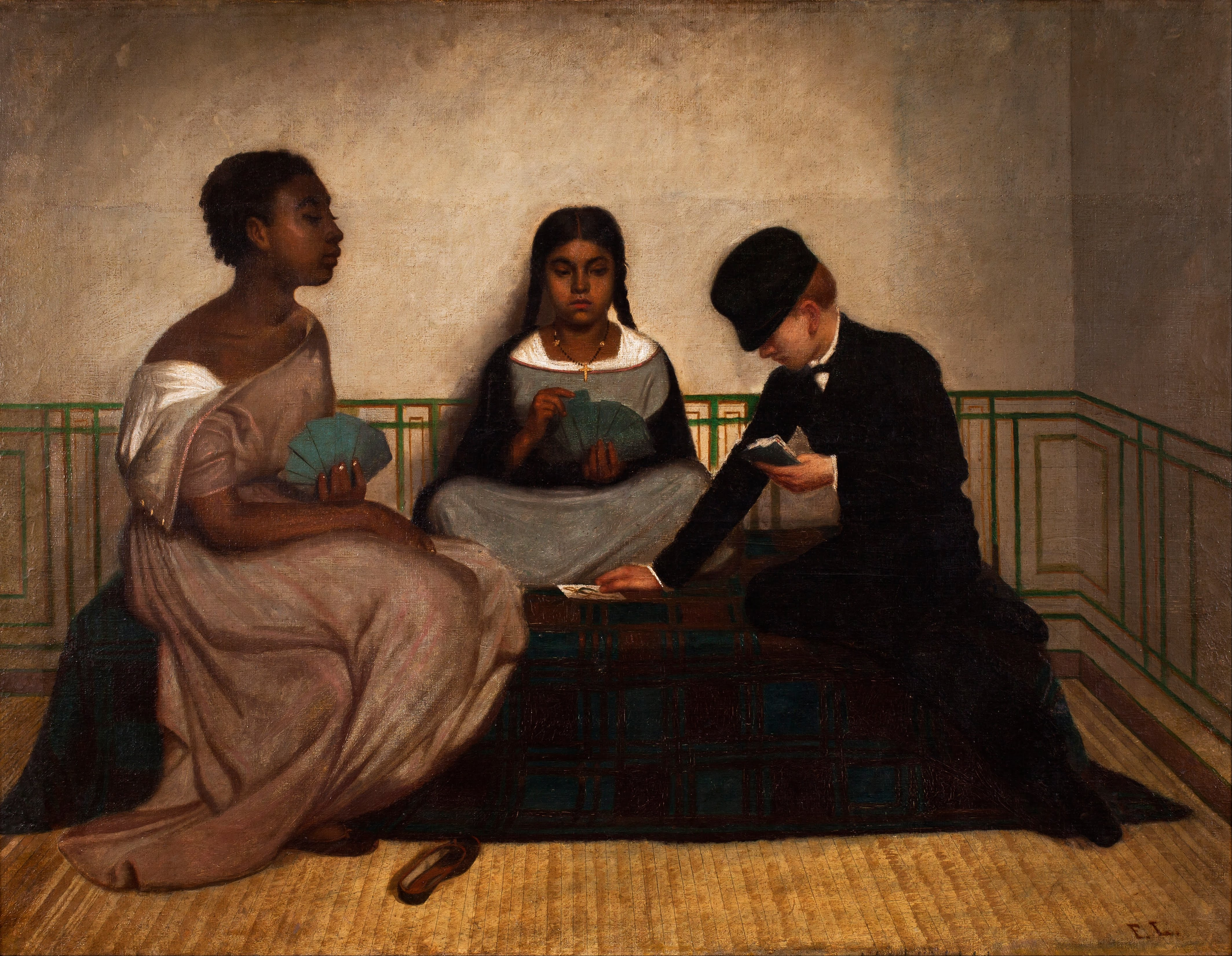
Las tres razas. Hacia 1859 (Museo de Arte de Lima).

Se le reconoció en su tiempo principalmente como retratista. Sin embargo incursiona en una temática indígena, que difunde en sus viajes a Europa. Su estilo es más bien sencillo y plástico, con un gran dominio del claroscuro y los colores naturales.
La pintura de Laso

se caracteriza por ser académica, pero distinguida por aportes muy personales. Se ve en sus cuadros un claro concepto de síntesis, un trazo vigoroso que define una buena figura y una excelente composición a base de grandes planos contrastados por fuertes luces y sombras. Sus personajes reposados, de aspecto melancólico revelan el carácter del artista tímido y poco comunicativo. Su color en tonalidades y valores con preferencia neutros pero armoniosos, nos dejan ver un buen dominio del oficio.
Juan Villacorta Paredes, 1972

Algunas de sus obras de tipo indigenista son:
- La Pascana
- Indio alfarero
- La lavandera
- El entierro del mal cura o El Manchaypuito.

Entre los retratos más significativos tenemos:
- Retrato de doña Manuela Enríquez de Laso (esposa suya)
- Caballero español
- Santa Rosa de Lima
- Felipe Pardo y Aliaga
- Bartolomé Herrera
- Juan Norberto Eléspuru
- Retrato de un desconocido

Francisco Laso además de ser pintor, también se dedicó a las letras, publicó "Aguinaldo para las señoras del Perú", además de algunos ensayos.

## Galería

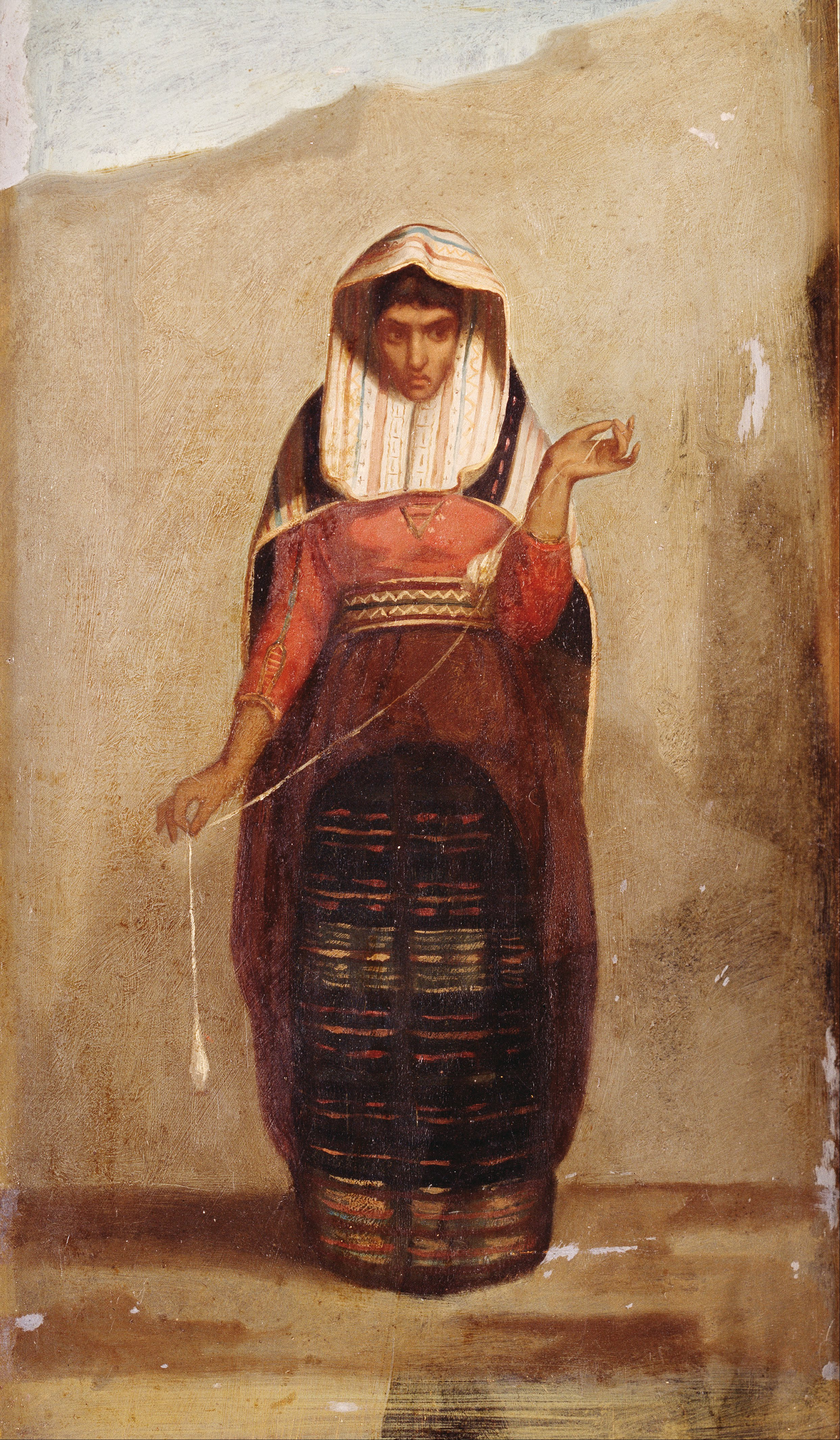
Wikimedia Commons alberga una galería multimedia sobre Francisco Laso.  - La hilandera (1849). Col. Museo de Arte de Lima.
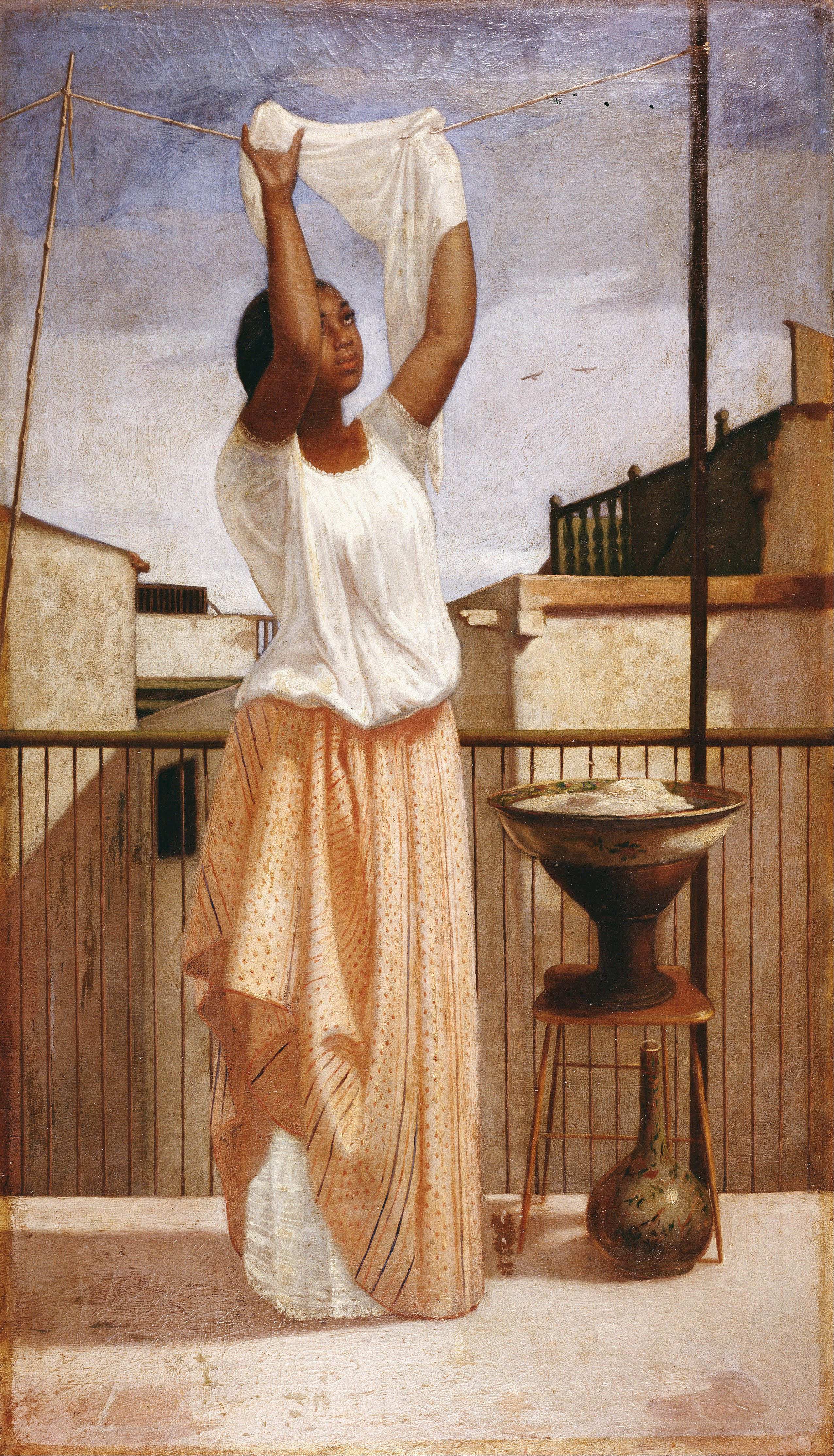
La lavandera (cerca a 1858). Col. Museo de Arte de Lima
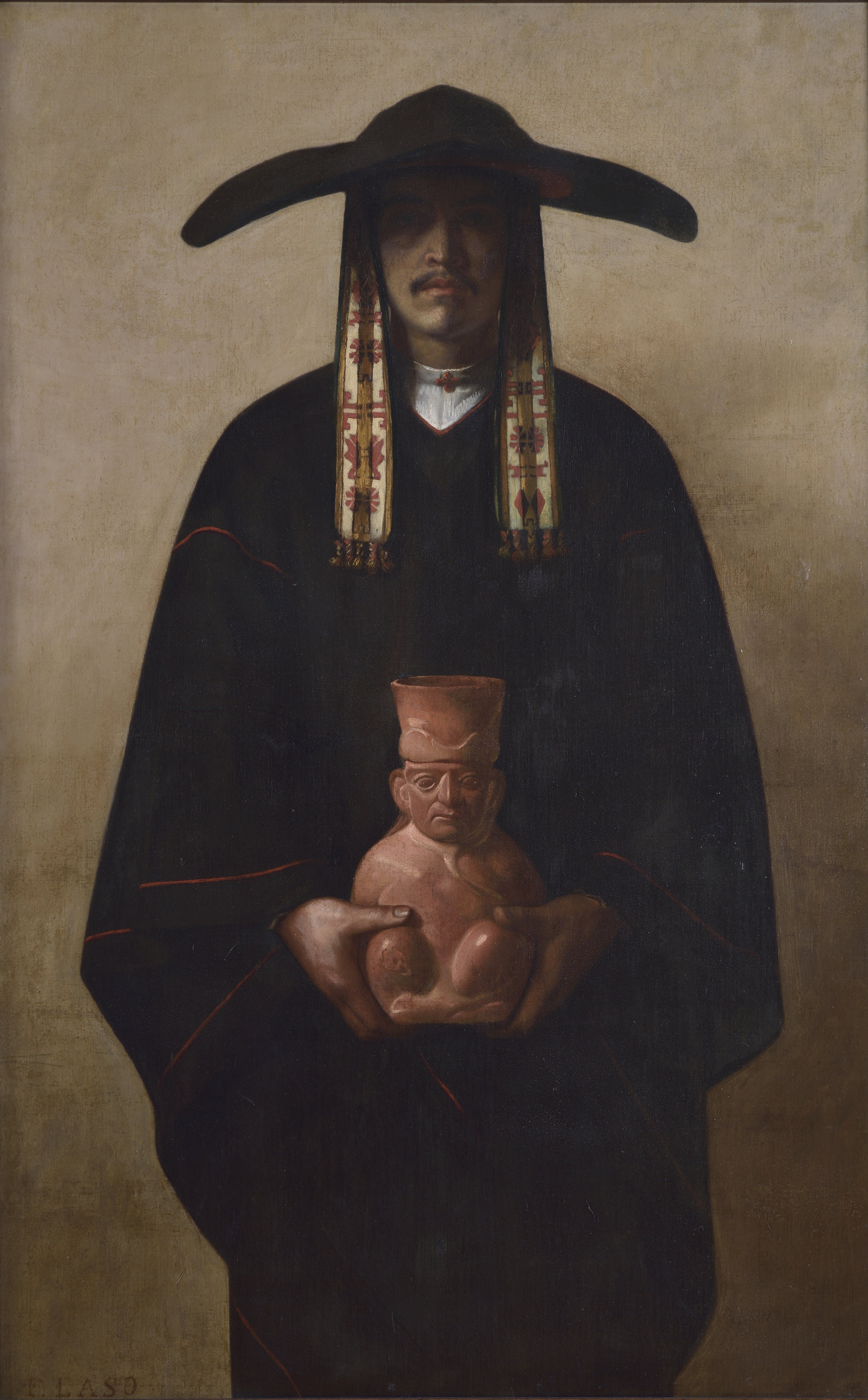
Habitante de las cordilleras del Perú (Habitante de la puna) (Indio alfarero) (1855/1855). Col. Museo de Arte de Lima.
  - La lavandera (cerca a 1858). Col. Museo de Arte de Lima
  - Habitante de las cordilleras del Perú (Habitante de la puna) (Indio alfarero) (1855/1855). Col. Museo de Arte de Lima.